# Appel (Familienname)
Appel ist ein deutscher Familienname.

### A
- André Appel (1921–2007), Generalsekretär des Lutherischen Weltbundes
- Anna Magdalena Appel (1846–1917), deutsche Balletttänzerin

### B
- Benjamin Appel (Schriftsteller) (1907–1977), US-amerikanischer Schriftsteller
- Benjamin Appel (Musiker) (* 1977), deutscher Musiker
- Benjamin Appel (Künstler) (* 1978), deutscher Künstler
- Bernhard R. Appel (* 1950), deutscher Musikwissenschaftler und Herausgeber
- Bram Appel (1921–1997), niederländischer Fußballspieler
- Brun Appel (1934–2021), deutscher Landeshistoriker und Archivar

### C
- Carl Appel (Romanist) (1857–1934), deutscher Romanist
- Carl Appel (Maler) (1866–1937), deutscher Maler
- Carl Appel (Architekt) (1911–1997), österreichischer Architekt
- Christian Appel (1732–1816), deutscher Jesuit, Philosoph und Hochschullehrer
- Christian von Appel (1785–1854), österreichischer General
- Clemens Appel (1953–2021), deutscher Fachjurist, Politiker und Unternehmensberater
- Cornelius Appel (1821–1901), dänischer Pädagoge und Pastor

### D
- David Appel (* 1981), tschechischer Eishockeyspieler
- Doris Appel (* 1961), österreichische Journalistin und Fernsehmoderatorin

### E
- Eberhard Appel (1908–1966), deutscher Jurist
- Elin Høgsbro Appel (1913–1980), dänische Politikerin (Venstre)
- Erik Appel (1880–1964), dänischer Hochschullehrer und Politiker (Venstre)
- Ernst Appel (1884–1973), deutscher Rabbiner

### F
- Frank Appel (* 1961), deutscher Manager
- Franziska Appel (1892–1943), österreichische Schneiderin und Widerstandskämpferin gegen den Nationalsozialismus
- Fredrik Appel (1884–1962), dänischer Architekt
- Friedrich Ferdinand Appel (1794–1840), deutscher Jurist

### G
- Gaby Appel (* 1958), deutsche Hockeyspielerin

### H
- Hans Appel (1911–1973), deutscher Fußballspieler
- Heinrich Appel (Leichtathlet), deutscher Leichtathlet, unter anderem Stabhochspringer
- Heinrich Appel (Kunsthistoriker) (1903–1978), deutscher Kunsthistoriker und Museumsleiter
- Heinrich Wilhelm Appel (1850–1923), deutscher Firmengründer, siehe Appel Feinkost
- Heinz Appel (Unternehmer) (1884–1962), deutscher Lebensmittelfabrikant
- Heinz Appel (Schauspieler), deutscher Schauspieler
- Herbert Appel (1907–1993), deutsch-chilenischer Chemiker
- Hermann Appel (1932–2002), deutscher Verkehrswissenschaftler
- Horst Appel (* 1955), deutscher Gewichtheber

### I
- Ivo Appel (* 1965), deutscher Rechtswissenschaftler

### J
- Jacob Appel (1866–1931), dänischer Politiker (Venstre)
- Jan Appel (1890–1985), deutscher Politiker
- Joachim Appel (1967–2022), deutscher Eishockeytorwart
- Johann Nepomuk von Appel (1826–1906), österreichischer General
- Johannes Appel (um 1645–1700), katholischer Geistlicher, Bartholomäer (auch Appell)
- Josef Appel (1910–1991), deutscher Schreinermeister, Kanute und Kanubauer
- Joseph Appel (1767–1834), österreichischer Numismatiker
- Joseph von Appel (Feldmarschallleutnant, 1785) (1785–1855), österreichischer Feldmarschallleutnant
- Joseph von Appel (Feldmarschallleutnant, 1823) (1823–1888), österreichischer Feldmarschallleutnant

### K
- Karel Appel (1921–2006), niederländischer Maler
- Karl Appel (Violinist) (1812–1895), deutscher Violinist
- Karl Appel (Politiker) (1892–1967), österreichischer Politiker
- Karl Friedrich Appel (1868–1935), deutscher Lehrer, Dirigent, Mitglied des Kurhessischen Kommunallandtags
- Katrin Kogman-Appel (* 1958), österreichische Judaistin, Mediävistin und Kunsthistorikerin
- Kenneth Appel (1932–2013), US-amerikanischer Mathematiker
- Klaus Appel (1925–2017), Schweizer Elektroingenieur deutscher Herkunft und Präsident der jüdischen Gemeinde Biel
- Kurt Appel (* 1968), katholischer Theologe und Hochschullehrer

### M
- Marion Appel (* 1960), deutsche Volleyballspielerin
- Markus Appel (* 1973), deutscher Psychologe und Medienforscher
- Max Appel (* 1996), deutscher Ruderer
- Meier Appel (1851–1919), deutscher Rabbiner
- Michael Ludwig von Appel (1856–1915), österreichischer Feldmarschalleutnant

### O
- Otto Appel (1867–1952), deutscher Phytomediziner
- Otto Appel (Biologe) (Otto Appel jun.; 1897–1976), deutscher Biologe und Hochschullehrer für Pflanzenzucht

### P
- Patrick Appel (* 1989), deutscher Politiker
- Paul Appel (1896–1971), deutscher Lyriker
- Peter Appel (Tänzer) (* 1933), niederländischer Tänzer und Tanzpädagoge
- Peter Appel (Schauspieler) (* 1956), US-amerikanischer Schauspieler

### R
- Ralf Appel (* 1971), deutscher Schachspieler
- Reinhard Appel (1927–2011), deutscher Journalist
- René Appel (* 1945), niederländischer Schriftsteller
- Roland Appel (Politiker) (* 1954), deutscher Politiker (Bündnis 90/Die Grünen)
- Roland Appel (Musiker), deutscher DJ und Musiker
- Rolf Appel (Journalist) (1920–2019), deutscher Journalist und Schriftsteller
- Rolf Appel (Chemiker) (1921–2012), deutscher Chemiker
- Rudolf Appel (1915–1967), österreichischer Politiker (SPÖ)

### S
- Sabine Appel (* 1967), deutsche Autorin

### T
- Trine Appel (* 1972), dänische Schauspielerin

### W
- Walter Appel (* 1948), deutscher Schriftsteller
- Wilhelm von Appel (Pseudonym Kikeriki, Kiek; 1875–1911), österreichischer Schriftsteller
- Wilhelm Appel (1901–nach 1980), österreichischer Linguist
- Wolf Appel (1942–1999), deutscher Opernsänger in der Stimmlage Tenor
- Wolfgang Appel (* 1965), deutscher Wirtschaftswissenschaftler und Hochschullehrer